# Idade do Ferro germânica

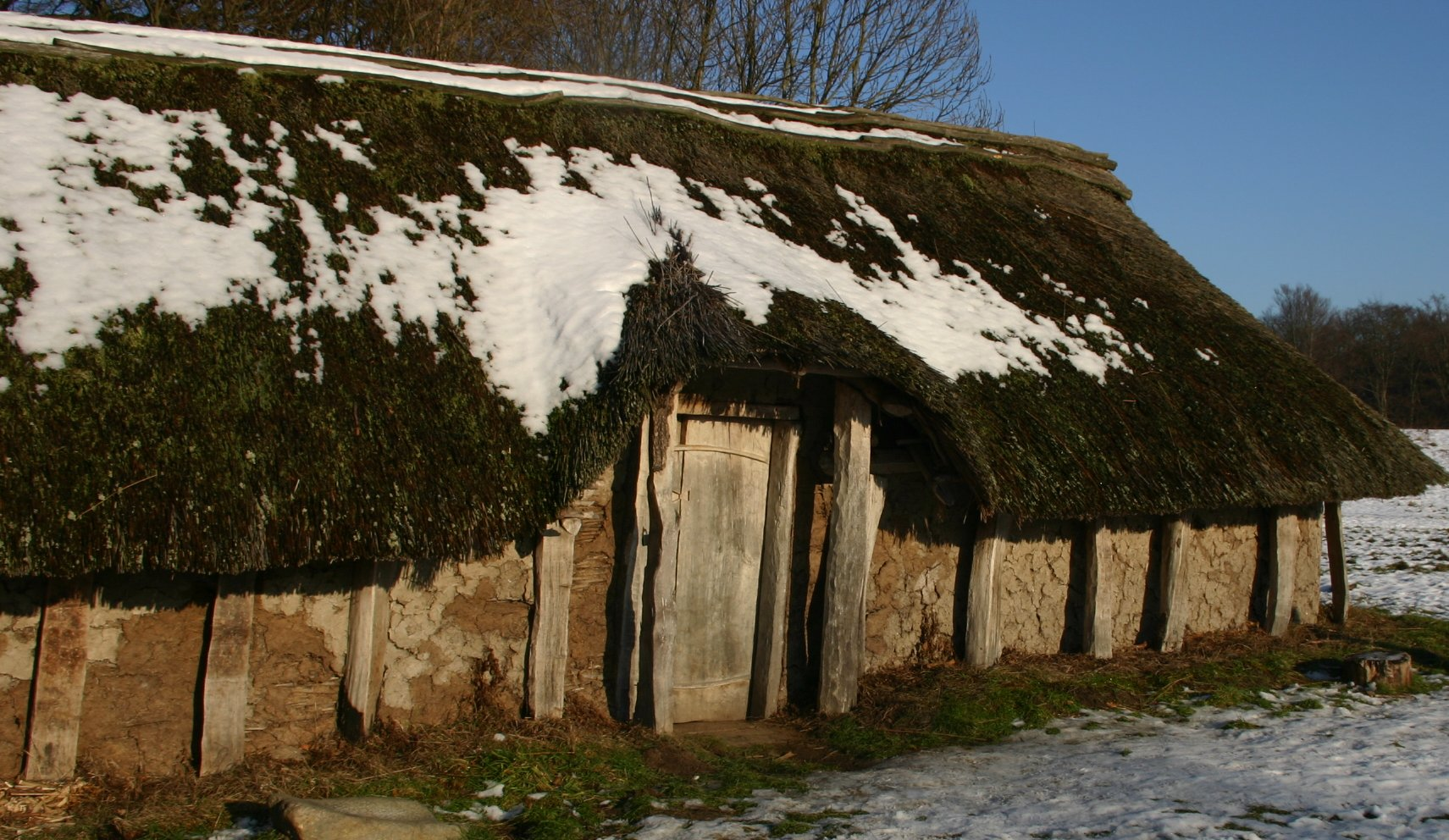
Reconstrução de casa da Idade do Ferro Germânica na Dinamarca - Museu Moesgård

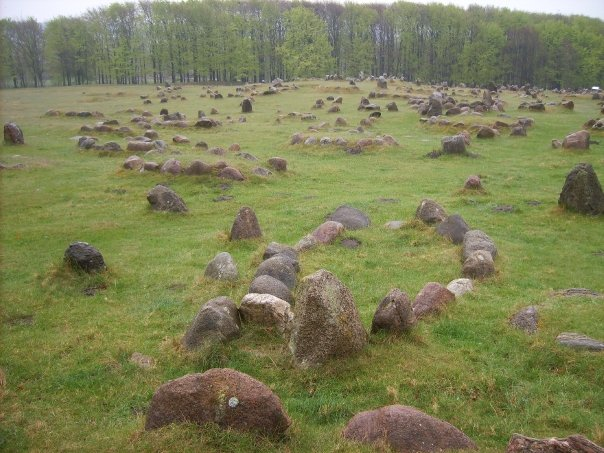
Cemitério viquingue em Lindholm Høje

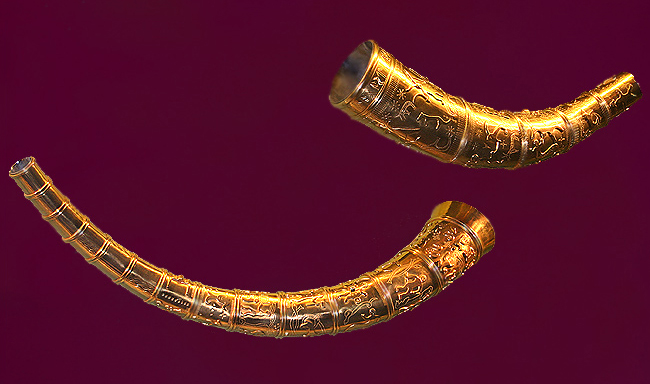
Reconstrução de cornos de ouro de Gallehus
encontrados na Dinamarca

Idade do Ferro germânica é o período que vai de 400 a 800 no Norte da Europa.

Faz parte da Era das Migrações ocorrida naquele continente.

A Idade do Ferro germânica seguiu-se à Idade do Ferro romana (1-400), e teve o seu início com a queda do Império Romano e a ascensão dos reinos célticos e germânicos na Europa Ocidental.

Foi sucedida, no Norte da Europa pela Idade Média e na Escandinávia pela Era Viquingue.
Costuma ser dividida em duas fases:
- A Idade do Ferro germânica Inicial (375-550)
- A Idade do Ferro germânica Tardia (550-750)

Na Escandinávia, a Idade do Ferro Germânica é composta por três períodos:
- A Era das Migrações Nórdicas (375-550) [3]
- A Era de Vendel (550-800) na Suécia, a Era Merovíngia na Noruega e Idade do Ferro Germânica Tardia na Dinamarca.[4]
- A Era Viquingue (793-1066) [5][6]

Durante o declínio do Império Romano, uma quantidade abundante de ouro chegou à Escandinávia; existem belíssimos exemplos de artefatos de ouro que datam deste período. Entre estes artefatos estavam bainhas e bracteados.
Após a queda do Império Romano o ouro tornou-se escasso, e os escandinavos passaram a fazer objetos de bronze revestido de ouro, com figuras decorativas de animais entrelaçados. Na Idade do Ferro inicial, as decorações tendiam a ser representativas - as figuras que representavam os animais eram relativamente fieis, anatomicamente, enquanto na Idade do Ferro tardia elas passaram a ser mais abstratas ou simbólicas, com membros e formas complexas entrelaçadas, semelhantes àquelas características da Era Viquingue que viria a sucedê-la.